# 刈谷悠三
刈谷 悠三（かりや ゆうぞう、1979年 - ）は、東京都出身の日本のグラフィックデザイナー。neucitora主宰。多摩美術大学非常勤講師。
専門は、グラフィックデザイン・エディトリアルデザイン、建築サイン。

## 略歴
2003年大阪工業大学工学部建築学科卒業。 2005年東京工業大学大学院理工学研究科建築学専攻塚本由晴研究室研究生修了。2005年アトリエ・ワン、2006年schtüccoなどで建築デザイン、グラフィックデザインに従事。2010年独立し、neucitoraを設立・主宰。多摩美術大学絵画学科非常勤講師も務める。
文化庁・経済産業省後援21_21 DESIGN SIGHT主催のクリエイターたちによる企画展「そこまでやるか - 壮大なプロジェクト展」2017で、展覧会チームの一員としてオープニングトークに参加している。 また、大阪工業大学卒業研究展示会（2017年度）でゲスト審査員を務めている。
主な作品は、「第15回ヴェネチア・ビエンナーレ国際建築展 日本館｜en: art of nexus」（2016年 国際交流基金）、「そこまでやるか - 壮大なプロジェクト展」2017（会場グラフィックなど）。主な受賞は、日本建築学会賞(業績)共同受賞（2017）。